# St. George (Bermudi)
St. George (službeno engleski: Town of St. George ili St. George's Town) je grad na istoimenom otoku i općini na Bermudima. St.George je bila treća britanska kolonija u Americi, a s obzirom na to da su ranije dvije, St. John's na Newfoundlandu i Jamestown u Virginiji bile zapravo utvrde koje su status grada dobile kasnije, St. George je najstariji britanski grad u Americi, osnovan 1612. godine. Danas je najveći grad na Bermudima.
God. 2000., St. George s pripadajućim utvrdama je upisan na UNESCO-ov popis mjesta svjetske baštine u Sjevernoj Americi kao primjer najstarijih gradova Novog svijeta koji svojim utvrdama prikazuje razvoj vojne inženjerije od 17. do 20. stoljeća.

## Povijest
God. 1609., britanski admiral George Somers je na svom putu prema Jamestownu svojim brodom Sea Venture upao u oluju koja mu je oštetila brod, te je morao prisilno nasukati svoj brod na Bermudima. Preživjeli su izgradili dva broda i otplovili do Jamestowna, a dva čovjeka su ostala kako bi čuvali ovaj posjed u ime Virginijske kolonijalne kompanije. Virginijska kompanija je 1812. godine poslala 60 naseljenika koji su započeli izgradnju naselja Novi London u uvali koja je bila idealna za luku. Novi grad je kasnije promijenio ime u St. George i bio je glavni grad Bermuda sve do 1815. godine kada je prijestolnicom postao Hamilton (Bermudi).
St.George je odigrao i važnu ulogu u stvaranju Sjedinjenih Američkih Država jer je većina doseljenika u Sjevernoameričke britanske kolonije dolazila iz ovog grada, a kasnije, tijekom Američkog rata za neovisnost stanovnici St. Georgea su prošvercali barut Georgeu Washingtonu. 
Tijekom Američkog građanskog rata St. George je do zadnjeg dana snabdjevao municijom i potrepštinama Konfederaciju, čime je ovaj grad vjerojatno produžio rat.

## Znamenitosti
Kako je St. George zaobišao ekonomski razvoj, koji je oblikovao Hamilton, grad je zadržao izgled iz 17. do 19. stoljeća, a gradske vlasti čine sve da zadrže taj izgled. Tako su telefonske linije podzemne, a ulične svjetiljke imaju starinski izled.
Utvrdu Kraljevski dvorac (Seaward Fort) u St. Georgeu su podignuli naseljenici 1612. godine i imali su dva topa sa Sea Venturea koji je nasukan 1609. godine. Bile su to najstarije britanske utvrde u Novom svijetu. Oko otoka St. George niknulo je dvadesetak utvrda od 1620. do 1822. godine.
Najznamenitiji spomenici u gradu su:
- Stara zgrada parlamenta i suda (State House) je najstarija kamena zgrada na Bermudima (1620.)
- Crkva sv. Petra je najstarija anglikanska crkva zapadne hemisfere
- Nedovršena crkva je započeta 1874. i njena gradnja je obustavljena 1894. godine kada je grdasko vijeće odlučilo obnoviti staru Crkvu sv. Petra.
- Muzej Bermudskog državnog povjerenstva
- Muzej obiteji Tucker
- Kopija broda Deliverance, jednog od dvaju brodova koji su napravili brodolomci koji su otplovili za Viriginiju 1609. godine.

- State House
- Crkva sv. Petra
- Nedovršena crkva
- Stewart Hall (1707.)
- Spomenik Georgeu Somersu

## Vanjske poveznice
- Neslužbena stranica otoka  Arhivirana inačica izvorne stranice od 10. kolovoza 2007. (Wayback Machine) (engl.)
- Fundacija St. George  Arhivirana inačica izvorne stranice od 1. rujna 2007. (Wayback Machine) (engl.)
- St. George Bermuda - Bermuda Attractions (engl.)